# Keeley Hawes
Keeley Hawes (født 10. februar 1976) er en engelsk skuespillerinde, først kendt, for sin rolle som Zoe Reynolds i BBC Ones dramaserie Spooks (2002-2004). Hun lægger også stemme til Lara Croft i Eidos Interactives Lara Croft Tomb Raider: Legend, Anniversary og Underworld.